# Antonis Minou
Antonis Minou (grekiska: Αντώνης Mήνου), född 4 maj 1958 i Aridaía, är en grekisk före detta fotbollsmålvakt.

## Fotbollskarriär

### Klubblagskarriär
Minou spelade mest nämnvärt för Panathinaikos och AEK Aten.

### Landslagskarriär
Han spelade 16 A-landskamper för Greklands landslag. Han var uttagen till Greklands trupp till VM 1994 och spelade i lagets första match mot Argentina. Matchen slutade 4–0 till Argentina och Minou spelade efter det inte mer under VM. Matchen blev hans sista landskamp.